# World Cycling Centre Africa
Das  World Cycling Centre Africa (WCCA), früher African Continental Cycling Centre (ACCC), in Paarl nahe Kapstadt ist eine Einrichtung zur Ausbildung und Sportförderung des Weltradsportverbandes Union Cycliste Internationale (UCI).
Das WCCA wurde 2005 mit dem Ziel gegründet, den Radsport in den Ländern Afrikas weiterzuentwickeln. Das Zentrum lag zunächst in Potchefstroom bei Johannesburg in einer Höhe von 1400 Metern. Das WCCA dient auch als Vertretung der UCI in Afrika; sein Leiter ist seit 2005 der frühere Weltklasse-Bahnradfahrer Jean-Pierre van Zyl.
Im Jahr 2015 organisierte das WCCA erstmals ein Trainingslager, speziell für Fahrerinnen. In dem Jahr wurden im WCCA 214 Radsportler und 19 Trainer ausgebildet. Besonders talentierte Sportler werden in das „World Cycling Centre“ der UCI im schweizerischen Aigle entsandt. 
Bekannte afrikanische Fahrer, die im WCCA trainiert haben, sind u. a. der mehrfache Afrikameister (zuletzt 2011 im Zeitfahren) Daniel Teklehaimanot aus Eritrea, der mehrfache marokkanische Meister Adil Jelloul sowie der zweifache Afrikameister Natnael Berhane aus Eritrea.
2018 zog das WCCA an seinen heutigen Standort in Paarl um.